# Chlamydomonas dysosmos
Chlamydomonas dysosmos là một loài tảo trong họ Chlamydomonadaceae, thuộc chi Chlamydomonas.